# 金正男遇刺事件

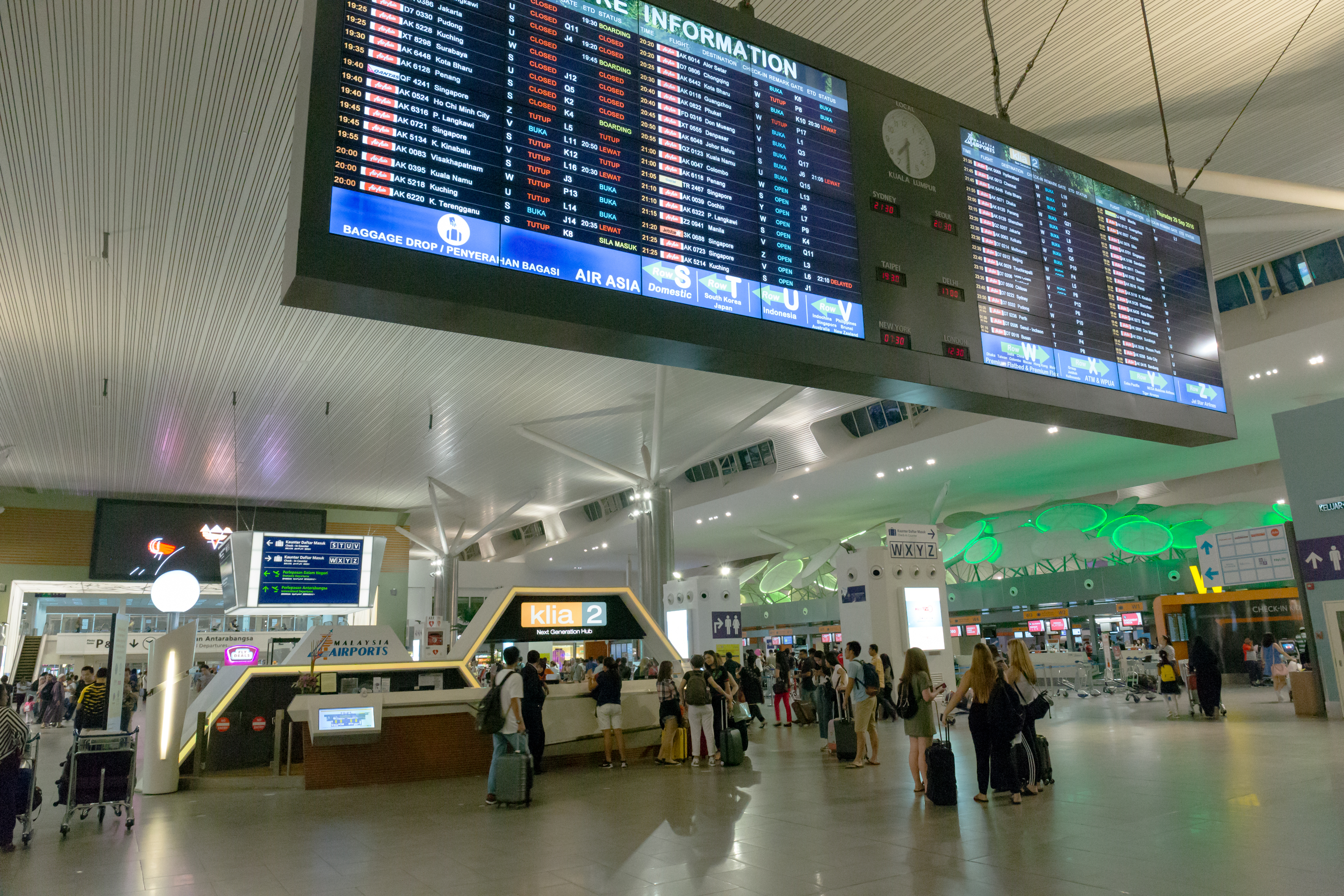
金正男遇刺现场，位于吉隆坡第二国际机场

金正男遇刺事件，是2017年2月13日已故朝鮮勞動黨總書記金正日長子、朝鲜現任領導人金正恩的兄長。
金正男於吉隆坡第二国际机场被2名女子刺殺身亡的事件。

## 事件经过
2017年2月6日，一名持姓名为「金哲」的朝鲜民主主义人民共和国外交护照的男子搭機抵达马来西亚，在2月8日前往浮羅交怡並在浮羅交怡威斯汀酒店（The Westin Langkawi Resort and Spa）逗留及接觸疑似美國中央情報局人員。2月13日早上約9時，该男子在馬來西亞雪兰莪州雪邦的吉隆坡第二国际机场準備搭乘亞洲航空在早上10時50分起飛前往澳門的AK188號航班時，在自助報到櫃檯突遭兩名女子袭击，该男子感觉不适并向机场人员求救，並獲送往機場診所治療，隨后於送往布城医院途中死亡。关于具体袭击过程，先后出现了毒针杀害、泼洒或喷射液体和湿布捂脸等不同報導。

## 调查
根据朝鲜网站“今日朝鲜”2月22日的报道，2月13日，在该朝鲜公民死亡后，马来西亚外交部和医院确认其死于心脏休克，并通知朝鲜民主主义人民共和国驻马来西亚大使馆接收遗体。大使馆确认死者身份后提出了接收遗体的要求。但当晚韩国媒体报道该朝鲜公民是金正男且是被毒杀之后，马来西亚警方介入调查，并且不顾朝鲜民主主义人民共和国驻马来西亚大使馆的反对，為遗体驗尸。该网站表示，韩国舆论在驗尸结果出来前就主张死者是被朝鲜方面毒杀，是在抹黑朝鲜。
2月14日，马来西亚警方则根据死者所持护照称死者姓名为“Kim Chol”（金哲），死前曾出现轻度癲癇症状，暂时将本案归为猝死。
2月15日，馬來西亞警方逮捕持越南护照的女嫌犯段氏香，另有5名嫌犯在逃，随后将此案改为谋杀案展開调查，并于当天完成了驗尸，但未公布死因。
2月16日，时任马来西亚副首相阿末扎希声称，根据警方通报，朝鲜民主主义人民共和国驻马来西亚大使馆确认此案死者的身份为金正男。但是这一说法遭到朝鲜民主主义人民共和国驻马来西亚大使馆断然否认，使馆表示死者是“金哲”而非金正男。2月18日，朝方向马方提交正式文件，证明死者为朝鲜公民“金哲”。
2月16日，马来西亚警方逮捕印度尼西亚籍女嫌犯西蒂·艾莎（Siti Aisyah）及其马来西亚籍男友穆罕默德·法里德·本·贾拉勒丁（Muhammad Farid bin Jalaluddin）。马来西亚媒体报道，警方初步确定6名嫌犯是受雇刺客而非情报人员，并认为这是此案幕后单位的通常做法。吉隆坡中央医院法醫在验尸后表示，致死毒药可能是比山埃毒性更強的蓖麻毒素或河豚毒素，但死者身上無傷口或針孔，初步檢驗發現，他死時血壓很高，最終屍检報告預計需1星期完成。
同日，馬來西亞《新海峡时报》根据警方消息及機場閉路電視录像报道称，事发时他正处于机场自助登机专柜前的人群中，1名女子在他前面引開注意，另1人從後勒住他的頸部，並向他面部施襲，過程僅5秒，2名女子分頭逃走，其中的施袭者左手戴着手套。之後，他先走向廁所，但又轉向信息櫃台求助，然后坐在椅上，面露痛苦，最后在1名航空公司女職員協助下前往机场诊所。
2月17日，马来西亚警方逮捕朝鲜籍嫌犯李正哲（音译，Ri Jong Chol）。2月17日晚，朝鲜民主主义人民共和国驻马来西亚大使姜哲到吉隆坡中央医院外发布声明，谴责马来西亚处理遗体的方式，表态将拒绝承认马来西亚尸检结果，要求立即转交尸体。
2月19日，马来西亚警方召开新闻发布会，宣布有11人涉案，4人被捕，仍有7名男子在逃，其中5名已确认身份的朝鲜男子是Ri Ji Hyon、Hong Song Hac、O Jong Gil、Ri Jae Nam及昵称为詹姆斯的Ri Ji U，上述5名嫌犯中的前4名已于13日事发当天离开马来西亚，飞往印度尼西亚，然后途经迪拜和海参崴回到朝鲜。
2月21日，马来西亚卫生总监诺希山召开新闻发布会表示，死亡的“金姓男子”的身份和死因都尚未确定。马来西亚当局初步验尸报告证实，死者并非死于心脏病，他身上无明显针孔或伤口。
2月22日，马来西亚警方在新闻发布会上表示，被捕的两名女嫌犯作案前曾接受训练和演習，作案时两人先后向受害者脸上涂抹液体，随后离开并依照指示到卫生间洗手，说明两人知道自己使用的是有毒物质。同日，朝鲜民主主义人民共和国驻马来西亚大使馆发表声明，反驳了“马方调查中立、客观，希望朝鲜方面与马方合作推动调查”的相關言論，同时也质疑马方调查，并呼吁马方释放此前抓捕的嫌疑人。馬來西亞警方宣佈，确认朝鲜民主主义人民共和国驻马来西亚大使馆二等秘书Hyon Kwang Song和高丽航空员工Kim Uk Il为本案嫌犯。
2月23日，马来西亚警察总长哈立德请求国际刑警组织发布通缉令，逮捕4名在事发后回到朝鲜的朝鲜籍男子。但由于朝鲜未加入国际刑警组织，且無与马来西亚签订引渡罪犯等协议，故朝鲜回应此事的可能性不大。2月28日，朝鲜派出的包括前常驻联合国副代表李东日在内的代表团抵达马来西亚，将与马方商讨朝鲜男子死亡事件的问题，要求马方归还死亡的朝鲜公民遗体，释放被捕的朝鲜公民李正哲，并加强马朝友好关系。
2月24日，马来西亚警方根据化学武器分析相关部门提交的初步报告，发布公告称死亡男子眼部黏膜与脸部的擦拭物是VX神经毒剂。同日，马警察总长哈立德透露，一名实施袭击的女嫌疑人在案发后出现呕吐和身体不适等症状，怀疑是接触有毒物质导致。2月26日，马警方和消防部门在事发地吉隆坡第二国际机场检测有毒危险物质，未发现有毒危险物质残留。
2月25日，印度尼西亚驻马来西亚副大使安德亚诺（Andreano Erwin）在马来西亚赛柏再也警局探视了印尼籍女嫌犯西蒂·艾莎，随后向媒体表示，西蒂·艾莎称事发时以为是受雇参与拍摄整人电视节目，并为此收取了400林吉特酬金，她以为自己拿的液体是婴儿油，并说指使者可能是日本人或者朝鲜族人。同日，越南驻马大使馆官员探视了被捕的持越南护照女嫌犯段氏香，越南外交部当天发表通报称，越南正式确认段氏香是越南公民，她认为被人利用，事发时以为是在录制喜剧影片。此次两名女嫌犯的说法和事发后不久传出的两人说法一致，而和2月22日马警方的说法相反。马警方曾透露西蒂·艾莎在袭击行动后出现呕吐和身体不适，但根据上述印尼驻马副大使的说法和越南外交部通报，两女嫌犯健康状况都很稳定，马警方则表示需要检测两名女嫌犯是否使用过解毒剂。2月28日，马来西亚卫生部长苏巴马廉证实，有一名女嫌犯曾经呕吐过，但两名女嫌犯目前未出现任何身体不适的迹象。
2月26日，马来西亚卫生部长苏巴马廉在公布尸检结果的记者会上表示，朝鲜籍死者死于有机磷中毒，死者体内的VX毒剂含量超高，肌肉紧缩，心肺等所有器官衰竭。死者在机场诊所晕倒，之后死在开往医院的救护车内，从遇袭到死亡的时间约15至20分钟。苏巴马廉称最终尸检报告将马上提交警方。目前死者身份仍不能确认，有待死者家属提供DNA样本。
关于死者的身份，2月17日，日本富士电视台公布了一张拍摄于2013年的照片，显示金正男腹部有纹身。2月21日，韩国政府表示已向马来西亚方面提供了金正男的纹身资料。此后有媒体对比金正男的纹身照片与本案死者在机场的照片，质疑死者可能不是金正男。2月26日，马来西亚卫生部长表示他本人不确定死者腹部是否有纹身。3月3日，马来西亚《新海峡时报》公布了一张根据停放于吉隆坡中央医院的尸体而再现的死者纹身图片，并与富士电视台的照片比较，该报认为这是足以在死者和金正男之间建立直接联系的证据。3月4日，马警察总长哈立德对此表示，死者身份确认以DNA测试为准，不会使用照片确认。
3月1日，马来西亚总检察署在雪兰莪州雪邦推事法庭正式以谋杀罪起诉西蒂·艾莎和段氏香。起诉状指控两人连同另4名在逃者于2017年2月13日约早上9时，在吉隆坡第二国际机场共同企图谋杀金哲（朝鲜护照号码：836410070），该行为触犯马来西亚刑事法典第302条，若罪名成立，唯一的刑罚将是绞刑（死刑）。两名女嫌犯均表示理解自己所受指控的内容，但段氏香当庭称自己没有杀人（一说称自己无罪）。首席主控官莫哈末依斯干达副检察司向法官哈里山申请一个半月用以等待马来西亚化学局的报告及尸检报告的时间，之后案件将移交莎阿南高级法院，预计于4月13日审理。
3月3日，由于马来西亚警方缺乏足够证据，朝鲜籍嫌犯李正哲在扣押令到期后获释，同时被遣返回朝鲜。3月4日，李正哲于返回朝鲜途中停留北京，在首都机场的离境大厅接受记者采访，之后又在朝鲜民主主义人民共和国驻中华人民共和国大使馆门前召开新闻发布会。李正哲称其案发当天不在吉隆坡国际机场，对于马警方指控中其汽车被用于本案的情节表示毫不知情，同时指控马警方曾以出示虚假资料、展示其家人被扣押的照片并威胁人身安全等方式逼迫他认罪，又以认罪后可以留马工作并保证其生活水平作为诱惑，但他坚持拒绝认罪，并认为这是损害朝鲜地位和名誉的阴谋。
3月10日，马来西亚警方宣布确认本案死者为金正男。3月15日和16日，马来西亚副总理阿末扎希说明，马方是根据死者儿子的DNA样本而确认了死者身份。

## 大韩民国方面反應
大韩民国媒体在事發當晚报道该朝鲜公民是金正男且是被毒杀。
2月14日，韩国联合通讯社、TV朝鲜和《每日经济》等大韩民国媒体首先报道了该男子的死讯及死因，称该男子是金正男，被朝鲜毒杀身亡。
2月27日，大韩民国外交部部長尹炳世在瑞士日内瓦的联合国人权理事会会议上指控朝鲜使用联合国禁止的化学武器VX神经毒剂暗杀金正男，这是韩国政府首次在国际上提到本案。2月28日，尹炳世在日内瓦的裁军谈判会议上再次提出这一指控，与会的朝鲜代表则回应称韩国的指控是污蔑，朝鲜坚决否认韩方的不实之词。

## 朝鮮民主主義人民共和國方面反應
2月23日，朝鮮中央通訊社发表报道批评马来西亚政府，并表示朝鲜计划派法律工作者代表团赴马来西亚，就一持外交护照的朝鲜公民在马死亡一事展开调查，报道中未提到死者姓名。这是朝鲜国内媒体第一次报道此事。
3月1日，朝中社发表文章抨击美国和韩国政府，并针对VX毒剂致死的尸检结论提出了若干疑点。
3月16日，朝鲜驻华公使朴明皓在朝鲜驻华大使馆举行记者会，称此事件是美国和韩国的政治阴谋，朝鲜和马来西亚都是受害者。

## 外交纠纷
朝鲜拒绝承认死者是金正男，而称死者是金哲，拒绝马来西亚验尸，称未经朝鲜允许马来西亚不准验尸，朝鲜不承认验尸结果。
2月20日，马来西亚外交部召见朝鲜驻马大使姜哲，與他此前指责马来西亚当局的言论交涉，同时宣布已召回驻朝大使，之后发表声明，表示姜哲对马当局的指责“毫无根据”，强调马来西亚政府有责任主导对案件的调查。当天姜哲在受到召见后发表声明，表示怀疑调查背后有人指使，朝方不会相信马警方的调查，并表示死者为朝鲜公民“金哲”而非金正男，2月16日马来西亚副首相指死者为金正男的言论表明马来西亚与事件的韩国密谋者有密切关系，要求马方尽快公布尸检报告并归还遗体。2月20日晚，马来西亚外交部长阿尼法阿曼发表声明回应姜哲，称马警方的调查中立，希望朝鲜使馆方面与马方合作推动调查。
3月4日，马来西亚外交部宣布驱逐朝鲜驻马大使姜哲。6日，朝鲜外务省宣布驱逐马来西亚驻朝大使。6日晚，马驻朝大使馆开始启动应急机制，并于7日早晨降下国旗和东盟旗帜准备离开。然而，朝鲜外务省礼宾局于7日通知马驻朝大使馆，朝方暂时无法允许在朝鲜境内的马来西亚公民出境。同日，马来西亚副首相阿末扎希宣布禁止朝鲜驻马来西亚大使馆官员离境。9日，为联合国世界粮食计划署工作的2名马来西亚公民获准离开朝鲜，同日马来西亚前首相马哈迪·莫哈末认为，马来西亚必须小心处理这项课题，以免与朝鲜为敌。
3月30日，朝鲜和马来西亚两国代表团发表联合声明，宣布就本次事件达成协议，马方同意向在朝鲜的死者家属归还遗体，双方同意解除对两国公民的禁止出境措施，并且同意协商重启免签制度。同日，马来西亚政府称，之前被禁止离开朝鲜的9名马来西亚公民已经获准离境，马来西亚也已允许所有在马朝鲜公民离境，并于当日将死者遗体交还朝鲜。而马来西亚由于此事件停止了驻平壤大使馆的一切运作。

## 相關事件
3月7日，一位自稱「千里馬民防」的YouTube用戶將一段影片上傳至YouTube。影片中，一名年輕男子自稱金正男之子金漢率，並親口承認了父親金正男之死。「千里馬民防」自稱是一家脫北者援助組織，該組織在官網發文表示，金正男的家屬上月向組織求救，要求組織協助逃離並提供保護，並表示「他們一家三口迅速獲護送至安全地點」。該組織還感謝了協助保護金正男家屬的荷蘭、中華人民共和國、美國和第四個不願具名的政府。
3月10日，馬來西亞化學部門檢視死者的隨身物品，其中包括12瓶裝有阿托品的藥瓶，用以對抗包括VX在內的某幾種神經毒劑，但發生此事件時未能用上。
2018年2月13日，日本NHK采访中国政府相关人士称，由于2012年8月金正恩的姑丈张成泽前往中国访问，与中共中央总书记胡锦涛会面时表明想要让金正男担任朝鲜最高领导人；中共中央政法委书记周永康派部下窃听到相关内容，并在2013年初将此转告金正恩，直接导致张成泽被杀、金正男2017年被杀。
2019年6月10日，华尔街日报报道称，金正男曾是美国中央情报局的线人。

## 後續發展
2018年6月11日，时任马来西亚首相马哈迪·莫哈末對於朝美首脑会晤表示歡迎，並表示世界不應對金正恩懷疑並應學習他對於和平的期盼。在東京一次記者會上，馬哈迪希望朝美首次峰會能取得好結果，並表示馬來西亞重開北韓駐當地大使館，改善因金正男遇刺而低落的兩國關係。
2018年8月16日，馬來西亞高等法院法官阿茲米·阿里芬表示，有足夠證據支持起訴25歲印尼女子西蒂·艾薩（Siti Aisyah）和29歲越南女子段氏香兩人，並強調這起命案不是她們所主張的「惡作劇」，而且可能是「政治謀殺」，馬來西亞檢方呈上足夠證據，足以推斷這是精心策劃的暗殺事件，但暫時無證據證實。
2019年3月11日，控方撤回控狀，莎阿南高庭宣佈釋放印尼籍被告西蒂·艾莎，隨後返回印尼。
2019年4月1日，检方由谋杀罪改以“以危险武器致他人受伤”起诉段氏香，她当庭认罪，最终法院判其三年四个月监禁，刑期從段氏香落網的2017年2月15日算起。根据马来西亚法律，若在服刑中表现行为良好，服满三分之二刑期后可获减免剩余刑期，段氏香在2019年5月3日提前获释，並返回越南河內。
2021年3月19日，朝鲜因不满马来西亚将该国公民引渡至美国而宣布与其断交，马来西亚随后驱逐朝鲜驻吉隆坡大使馆的外交人员。5月4日，段氏香接受SBS采访时称，在金正男被暗杀的两个月前，她遇到一个叫Y先生的人，对方要求她在手上涂上果汁或婴儿油等液体抚摸一个人的脸，并拍摄七到八次影片，Y先生介绍自己是韩国YouTuber。段氏香指出，她在暗杀当天被隐藏真相去了马来西亚吉隆坡机场，Y先生指出那人是金正男，与排练不同的是，液体是剧毒的神经毒剂。

## 相关影视
- 刺客 (2020年纪录片)

## 参見
- 金正男
- 金正恩
- 張成澤
- 阿尔丹杜雅·沙丽布谋杀案